# Olympique d'Hussein-Dey
Maillots
L'Olympique d'Hussein-Dey (en arabe : أولمبيك حسين داي), également écrit aussi Olympic d'Hussein-Dey, ou plus simplement OHD, est un ancien club algérien de football fondé en 1913 puis dissous en 1962, et basé dans la ville de Hussein-Dey.
Il s'impose comme un club important d'Algérie au temps de l’Algérie française, particulièrement dans les années 1940 et 1950.
Il a la particularité d'avoir été champion d'Algérie dans deux disciplines différentes : En handball à onze en 1951 et en football en 1959.

## Historique
Le 13 décembre 1913, un groupe de licenciés du Gallia Sports d'Alger (Pierre Portella, Mahmoud Bensiam, Bruiguières, Servanton et Sintes), originaires d'Hussein-Dey, y fondent officiellement un club omnisports, avec notamment une section d'athlétisme. La section football devient rapidement l'activité principale du club,. 
Le club, bien que « européen », a pour particularité d'être ouvert aux Arabes, qu'ils soient musulmans ou juifs. Son principal rival est le Racing universitaire d'Alger, un club considéré comme beaucoup plus bourgeois. 
En 1928, l'OHD accède une première fois à la Division d'honneur de la Ligue d'Alger, le premier échelon du football en Algérie à cette époque, dont il est champion en 1948, 1949 et 1950.  
Le club participe à la Coupe d'Afrique du Nord, dont il atteint la finale en 1947 (perdue in extremis face à l'US marocaine de Casablanca, 2-1,), et à plusieurs reprises les demi-finales (1948, 1949, 1950). Il est vainqueur du nouveau championnat d’Algérie en 1959, et finaliste malheureux de la coupe d’Algérie en 1960.
Il participe aussi à la Coupe de France. En 1958-1959, le club élimine notamment les professionnels du CO Roubaix-Tourcoing (en deux matchs, 0-0 puis 4-2) et s'incline en 32e de finale face au Racing Besançon, autre club de D2.
Après l'indépendance, le club est remplacé par l'Ittihad Riadhi Hussein Dey.

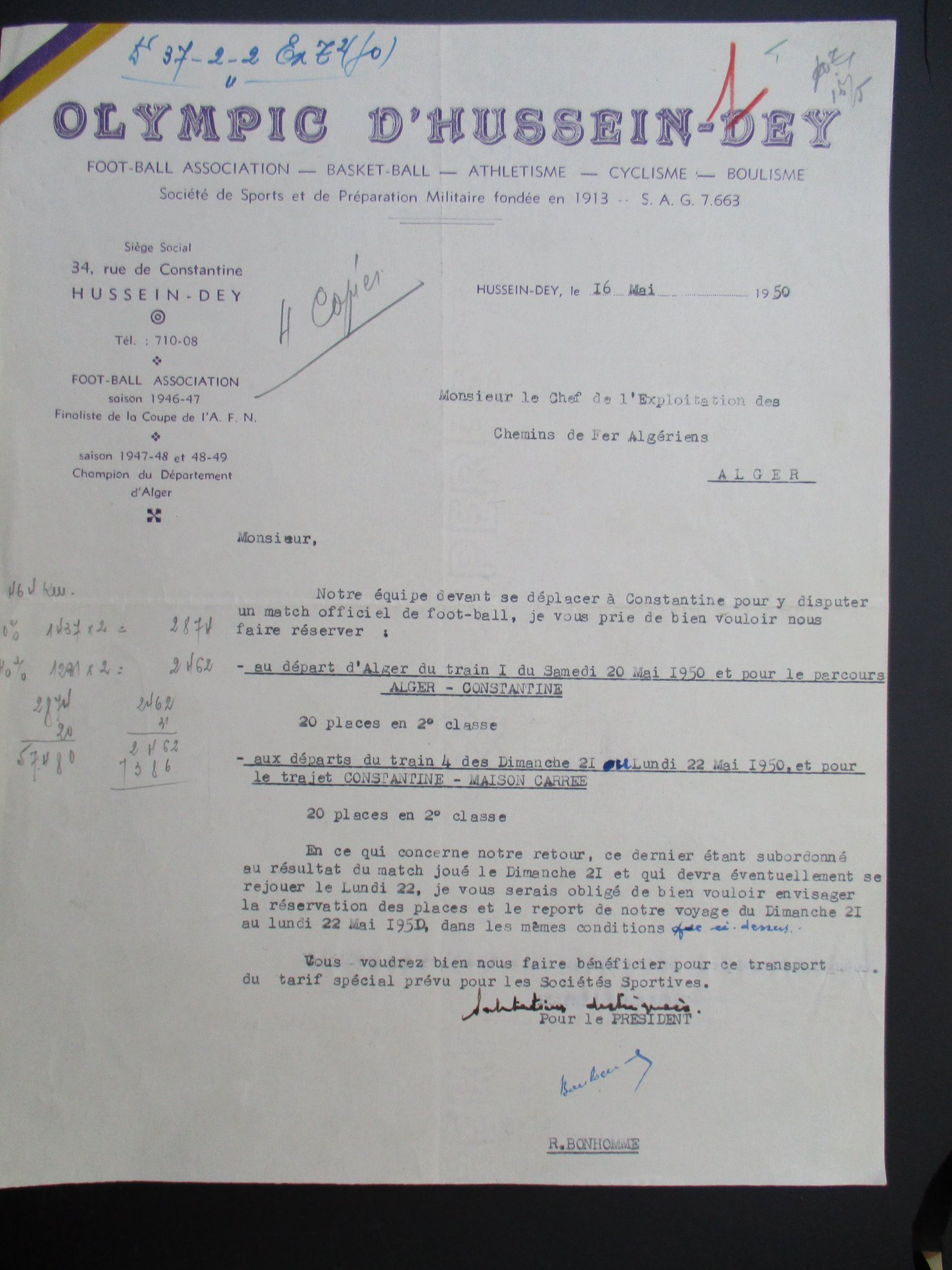
Courrier produit par le club en 1950.

## Infrastructure
Le club est résident du « stade municipal » de Hussein Dey à partir de 1928, c'est un stade redouté, auquel Albert Camus, ancien joueur du RUA, fera référence dans ses écrits,. 
En 1940, la ville fait construire un nouveau stade du même nom, dont la capacité va se monter à 10 000 places et dont l'OHD reste le résident, au point que l'enceinte est parfois appelée « stade de l'OHD ». Il dispose alors d'une surface de jeu en tuf, comme tous les terrains de football en Algérie à cette époque, et demeure ainsi jusqu'aux années 1990.
Depuis l’indépendance de l’Algérie, le stade, connu comme le Stade des Frères-Zioui, a pour résident le Nasr Athletic Hussein Dey.

## Identité du club
Les couleurs de l'OHD sont le violet et le jaune, c'est d'ailleurs le titre d'un périodique dédié au club et tenu par une association de supporters. Ci-dessous, deux images représentant des logos du club :

Logos de l'OHD

## Palmarès

### Section football
- Champion d'Algérie « CFA  » en 1959[10]
- Champion d'Alger (DH) en 1948, 1949, 1950 et 1959, Vice champion 1951.
- Finaliste de la Coupe d'Afrique du Nord en 1947, demi-finaliste en 1948, 1949, 1950.
- Coupe d'Algérie de football Finaliste 1960, demi-finaliste 1961.
- Coupe Forconi de football Vainqueur 1950, 1958. Finaliste 1947, 1949.
- Coupe de France de football Éliminé au 7ème tour, lors de l'édition 1958-1959, par les professionnels de Besançon après avoir battu dans les tours précédents le FC Gueugnon, puis le CORT Roubaix Tourcoing.

## Parcours

### Classement en championnat d'Alger
- 1920-21 : Division d'honneur, 12e, Relégué en Promotion d'honneur
- 1921-22 : Promotion d'honneur, ?e
- 1922-23 : Promotion d'honneur, ?e
- 1923-24 : Promotion d'honneur, ?e
- 1924-25 : Promotion d'honneur, ?e
- 1925-26 : Promotion d'honneur, ?e, Promu en Division d'honneur
- 1926-27 : Division d'honneur, 6e Gr. B, Relégué en Promotion d'honneur
- 1927-28 : Promotion d'honneur, ?e
- 1928-29 : Promotion d'honneur, ?e, Promu en Division d'honneur
- 1929-30 : Division d'honneur, 9e
- 1930-31 : Division d'honneur, 10e, Relégué en Promotion d'honneur
- 1931-32 : Promotion d'honneur, ?e, Promu en Division d'honneur
- 1932-33 : Division d'honneur, 7e
- 1933-34 : Division d'honneur, 7e
- 1934-35 : Division d'honneur, 8e
- 1935-36 : Division d'honneur, 8e, Joue les barrages et conserve sa place
- 1936-37 : Division d'honneur, 6e
- 1937-38 : Division d'honneur, 7e
- 1938-39 : Division d'honneur, 5e
- 1939-40 :
- 1940-41 :
- 1941-42 : Division d'honneur, 3e
- 1942-43 :
- 1943-44 : Division d'honneur, 6e
- 1944-45 :
- 1945-46 :
- 1946-47 : Division d'honneur, 7e
- 1947-48 : Division d'honneur, 1er
- 1948-49 : Division d'honneur, 1er
- 1949-50 : Division d'honneur, 1er
- 1950-51 : Division d'honneur, 1er ex æquo, Second après barrage
- 1951-52 : Division d'honneur, 4e
- 1952-53 : Division d'honneur, 4e ex æquo
- 1953-54 : Division d'honneur, 9e
- 1954-55 : Division d'honneur, 11e, Relégué en Promotion d'honneur
- 1955-56 : Promotion d'honneur, 1er, Pas de montée cette année
- 1956-57 : Promotion d'honneur, 1er, Pas de montée cette année
- 1957-58 : Promotion d'honneur, 1er, Premier de sa poule - Champion de Promotion - Promu en Division d'honneur
- 1958-59 : Division d'honneur, 1re, Champion d'Alger et d'Algérie - Promu en CFA groupe Algérie
- 1959-60 : CFA Algérie, 5e
- 1960-61 : CFA Algérie, 11e, Relégué en Division d'honneur
- 1961-62 : Division d'honneur, ?e, Championnat non terminé en raison des évènements

## Personnalités du club
Présidents
- Bachaga Mahmoud Bensiam, 1913-1923
- C. Birbal, 1924
- Jean Laguerre, 1925-1926
- Dr. Georges Carnet, 1927-1928
- Jules Jamin, 1929
- Philippe Trani, 1931-1933
- René Bertrand, 1934
- Pierre Portella, 1935-1936
- Jacques Sintes, 1937-1939
- Dr. Fernand Richard  1941
- Philippe Trani, 1942
- René Palseur, 1947-1962

Entraîneurs
- René Anglade (Adjudant)
- Hildebert Suanez
- Salord
- René Sintès, 1948-1951
- Roger Couard, 1951-1952
- Mario Zatelli, 1953-1954
- Bruno Zboralski, 1955-1960
- Jan Palluch, 1960-1961
- René Vernier, 1961-1962

Arbitres
- Diméglio
- Lebeuvant André
- Robert Frauciel, Arbitre International, élu meilleur arbitre du championnat professionnel 1973.

## Joueurs du passé
- Gérard Taillis, ancien professionnel au FC Rouen, 1 sélection avec l'équipe de France B en 1933.
- René Sintès, devenu joueur professionnel (FC Sète, Toulouse FC, Le Havre AC). International français B et militaire.
- Abder Isker, devenu réalisateur à la télévision française.
- Louis Gonzalves, passé joueur professionnel au Nîmes Olympique.
- Mourad Kaouah, devenu député.
- Jean Vadel, devenu joueur professionnel à l'AS Monaco[17].
- Gilbert Ehrard.
- Antoine Santiago.
- Mario (Julio) Montovani, plus longue carrière au club de 1940 à 1958.
- Hamoud Fez, Champion d'Algérie 1967 avec le NAHD.
- Messaoud Ourzifi, Champion de France amateur 1960 avec le FC Annecy[18]
- Edmond Perret, deux titres de champion d'Alger à 10 ans d'intervalle (1949 et 1959)[19]
- Mario Zatelli, ancien joueur international français (entraineur-joueur)
- Bruno Zboralski[20] (entraineur-joueur)
- Jean Palluch[20]
- Abdelaziz Ben Tifour
- Jean-Claude Lavaud[20]
- Youssef Ikhlef[21]